# Тяжёлые бетоны
Тяжёлые бетоны — группа бетонов с объёмной массой от 1800 до 2500 кг/м3. По принятой в России классификации тяжелый бетон имеет плотность от 2000 до 2500 кг/м3. Тяжёлый бетон применяется как при заливке монолитных сооружений, так и при создании элементов сборных конструкций — дорожных плит, плит перекрытий, фундаментных блоков, свай и т. д.

## Характеристики
Тяжёлые бетоны обладают большей удельной прочностью на сжатие в сравнении с лёгкими, из-за чего получили распространение в капитальном строительстве. Высокая плотность тяжёлого бетона обусловлена как используемым наполнителем, так и значительным механическим уплотнением. К плюсам тяжёлых бетонов можно отнести долговечность, высокую прочность, твёрдость и морозостойкость; к минусам — значительную стоимость производства и высокую теплопроводность. Некоторые разновидности имеют многовековой срок службы и способны постепенно набирать прочность в течение сотен лет. Тяжёлый бетон классифицируется по силе разрушающей нагрузки в зависимости от марки и класса.

## Состав
Вне зависимости от вида и марки тяжёлого бетона, в его состав неизменно входят следующие компоненты:
- Вяжущий компонент — в его качестве используются различные виды цементов по составу и марочной прочности от М200 до М800 или полимеры. От него зависят конечные прочностные характеристики и время затвердевания искусственного камня.
- Крупный заполнитель — придает дополнительную прочность. Один из наиболее распространённых — щебень гранитных пород.
- Мелкий заполнитель — его роль состоит в том, чтобы сделать смесь максимально однородной. Чаще всего для растворов используют среднефракционный песок (от 0,14 до 5 мм). Важно, чтобы он был максимально чистый и не содержал глинистых включений.
- Вода. Для получения качественного раствора необходима вода средней жёсткости без дополнительных примесей и загрязнений.
- Пластифицирующие добавки — существуют различные виды пластификаторов, классифицируемых в зависимости от направленности действия: придающие прочность, увеличивающие морозостойкость, пластичность, гидрофобность, вязкость, разжижение. Содержание пластификаторов варьируется в среднем от 0,15 до 0,3 % от массы вяжущего.

## Разновидности тяжёлого бетона
- Железобетон отличается значительным весом и повышенной сопротивляемостью к разрушающим нагрузкам на изгиб за счёт арматурного каркаса, что делает его распространённой основой для создания других, более специализированных, типов тяжёлого бетона.
- Полимербетон отличается от цементного бетона частичным или полным замещением минерального вяжущего полимерными или эпоксидными смолами, повышающими долговечность и эксплуатационные характеристики.
- Высокопрочный бетон характеризуется повышенной плотностью и показателем прочности, которых удается добиться благодаря специализированным добавкам и особой технологии изготовления. В качестве крупного заполнителя используется гранитный щебень.
- Дорожный бетон имеет высокую прочность на изгиб (в пределах 4—5,5 МПа) и износ, а также повышенную устойчивость к замораживанию.
- Быстротвердеющий бетон отличается быстрыми сроками схватывания и набора прочности без потери своих характеристик.
- Гидротехнический бетон изготавливается на основе пуццоланового и сульфатостойкого портландцемента. Обладает высокой стойкостью к влаге и замораживанию, имеет меньшую теплопроводность и коэффициент теплового расширения в сравнении с другими типами бетона. Используется преимущественно при строительстве конструкций гидротехнического назначения — железобетонных труб, тюбингов, опор мостов и плотин ГЭС.
- Кислотостойкий (кислотоупорный) бетон обладает повышенной устойчивостью к воздействию едких химических соединений. Применяется при строительстве объектов химической промышленности.
- Жаростойкий бетон используется при создании конструктивных элементов, обладающих повышенной устойчивостью к воздействию высоких температур (до 1200 °C). Классифицируются в зависимости от максимальной температуры применения, огнеупорности и открытой пористости[3]. Имеет в составе глинозёмистый цемент, жидкое стекло, шлакопортландцемент. В качестве наполнителя используются шлаки металлургии, бой огнеупорной керамики, базальт, туф. Предназначен в основном для изготовления элементов промышленных печей, используется как футеровочный материал.
- Особо тяжёлый бетон содержит такие компоненты, как магнетит, лимонит, чугунная дробь и металлический скрап. Плотность материала может достигать 5000 кг/м3. Используется преимущественно на атомных станциях для защиты персонала от излучения.
- Декоративный бетон применяется как при строительстве декоративных и облицовочных элементов, так и несущих конструкций. Обладает прочностью не ниже М 150 и значительной морозостойкостью. Имеет в основе белый или цветной цемент, также в его состав могут входить добавки окрашенных горных пород.